# 小薮温泉
小薮温泉（おやぶおんせん）は、愛媛県大洲市肱川町（旧国伊予国）にある温泉。肱川中流にある鹿野川ダムわずかに下流で左岸に流れ込む小藪川をさかのぼったところにある。小藪温泉とも表記する。

## 泉質
- アルカリ性冷鉱泉

## 温泉街
山間の静かな温泉で、近郷の人々に利用されてきた温泉であり、観光地化されていない。1922年竣工と推定される木造三階建入母屋造の旅館が一軒のみ。1876年温泉を開業、明治30年代に旅館の営業が始まった。現在の建物は大正時代に完成したものとされるが、正確な資料は残存していない。文化財登録されている。また、「温泉遺産」に選定されている。

## アクセス
- 車 : 松山自動車道内子五十崎インターチェンジから南方面、愛媛県道229号、国道197号経由で約16km。国道から分岐した後は2km細い道が続く。

- 鉄道 : JR予讃線伊予大洲駅からバスで鹿野川大橋下車。ただし、バス停から小薮温泉（旅館）までは2kmの上りで、徒歩で行くことは難しい。